# Podalyria calyptrata
Podalyria calyptrata är en ärtväxtart som först beskrevs av Anders Jahan Retzius, och fick sitt nu gällande namn av Carl Ludwig von Willdenow. Podalyria calyptrata ingår i släktet Podalyria och familjen ärtväxter. Inga underarter finns listade i Catalogue of Life.

## Bildgalleri

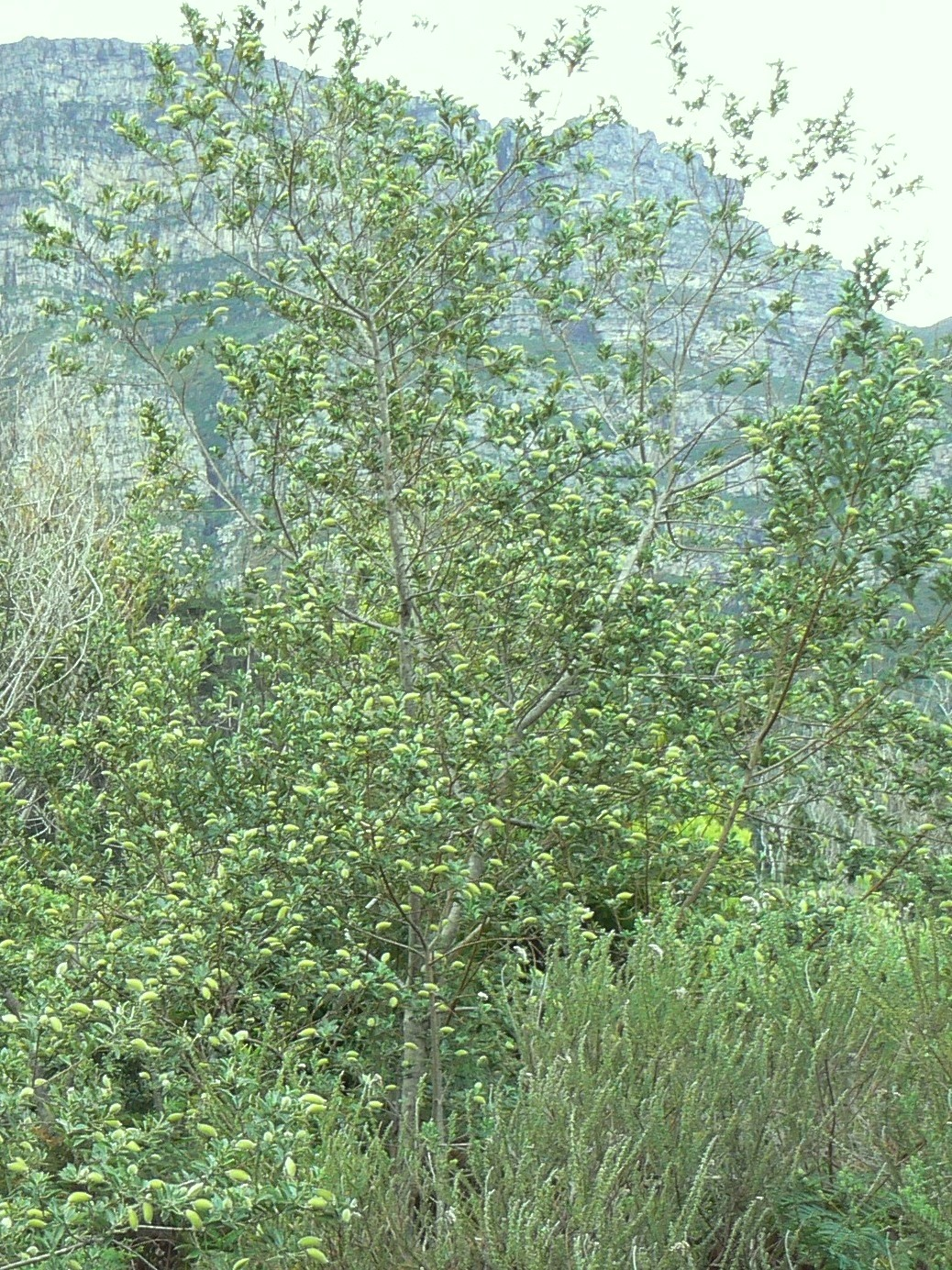
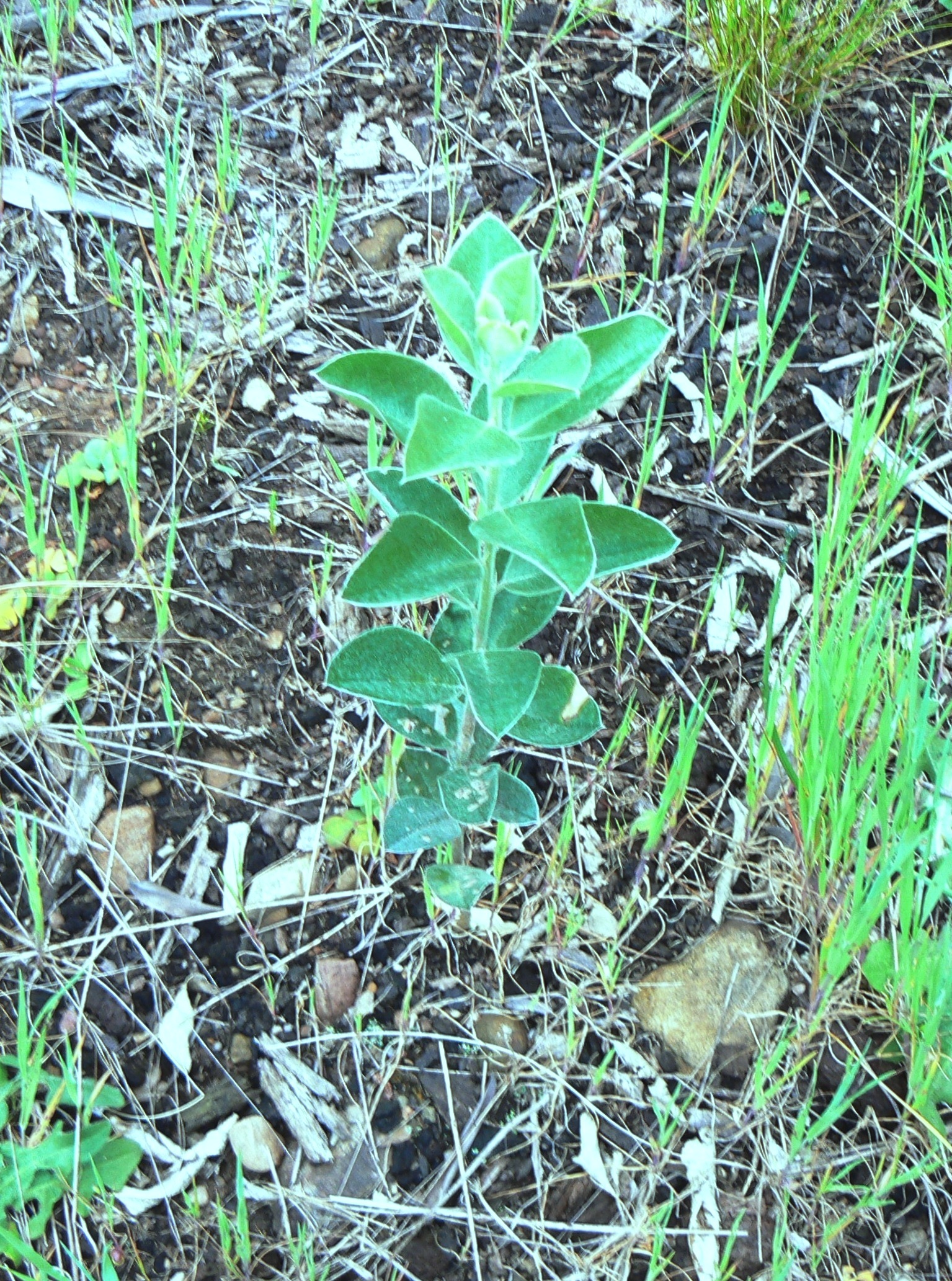
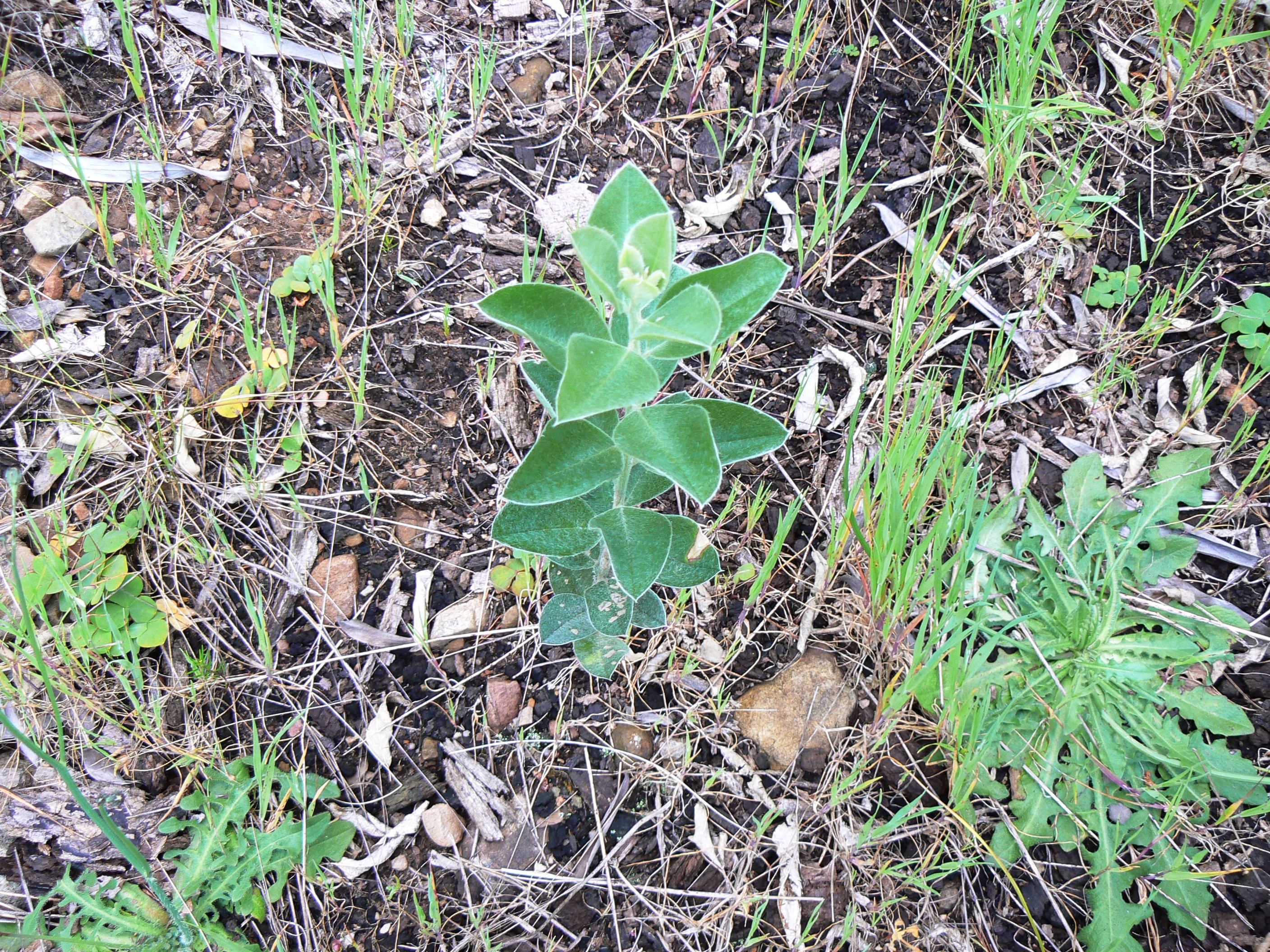